# Agrotis contingens
Agrotis contingens là một loài bướm đêm trong họ Noctuidae.